# Taeniophyllum complanatum
Taeniophyllum complanatum là một loài thực vật có hoa trong họ Lan. Loài này được Fukuy. miêu tả khoa học đầu tiên năm 1935.